# Pheidoliphila
Pheidoliphila – rodzaj chrząszczy z rodziny gnilikowatych, podrodziny Chlamydopsinae. Opisano do tej pory 26 gatunków. Wszystkie są domniemanymi lub udowodnionymi myrmekofilami. U pięciu z nich znany jest gospodarz – są to mrówki z rodzaju Pheidole, stąd nazwa rodzajowa.

## Gatunki
Do rodzaju zaliczane są następujące gatunki:
- Pheidoliphila acutistria Dégallier & Caterino, 2005
- Pheidoliphila arriagadai Dégallier & Caterino, 2005
- Pheidoliphila bifida Dégallier & Caterino, 2005
- Pheidoliphila carbo (Lea, 1910)
- Pheidoliphila dahlgreni Dégallier & Caterino, 2005
- Pheidoliphila finnigana Dégallier & Caterino, 2005
- Pheidoliphila granulata (Lea, 1912)
- Pheidoliphila kapleri Dégallier & Caterino, 2005
- Pheidoliphila lackneri Dégallier & Caterino, 2005
- Pheidoliphila macmillani Dégallier & Caterino, 2005
- Pheidoliphila magna Dégallier & Caterino, 2005
- Pheidoliphila micra Dégallier & Caterino, 2005
- Pheidoliphila minuta Lea, 1914
- Pheidoliphila oharai Dégallier & Caterino, 2005
- Pheidoliphila penatii Dégallier & Caterino, 2005
- Pheidoliphila pseudocephala (Lea, 1912)
- Pheidoliphila ruginota Dégallier & Caterino, 2005
- Pheidoliphila rugosa Dégallier & Caterino, 2005
- Pheidoliphila secqi Dégallier & Caterino, 2005
- Pheidoliphila sternalis (Blackburn, 1891)
- Pheidoliphila storeyi Dégallier & Caterino, 2005
- Pheidoliphila suturalis Dégallier & Caterino, 2005
- Pheidoliphila unita Dégallier & Caterino, 2005
- Pheidoliphila verityi Dégallier & Caterino, 2005
- Pheidoliphila wenzeli Dégallier & Caterino, 2005
- Pheidoliphila yelamosi Dégallier & Caterino, 2005